# Тупамарос
Тупамарос или Движение национального освобождения (исп. Tupamaros, Movimiento de Liberación Nacional) — леворадикальная уругвайская организация, начавшая в 1960-х-1970-х гг. применять тактику городской герильи. Основателем и идейным вдохновителем был Рауль Сендик, вторым человеком в руководстве — Элеутерио Фернандес Уидобро. По мнению полиции, организация насчитывала 50—100 человек, участвовавших в вооружённых акциях, и 1000 человек поддержки. В числе активистов Тупамарос был и Хосе Мухика, впоследствии ставший президентом Уругвая (2010—2015).
Многие леворадикальные организации по всему миру взяли на вооружение опыт борьбы Тупамарос, а немецкие организации Тупамарос Западного Берлина и Тупамарос Мюнхена, а также венесуэльское Революционное движение Тупамаро взяли свои названия в честь этого движения.

## Исторический контекст
Уругвай, страна без сельвы и гор, был прозван «Швейцарией Латинской Америки» как за свои экономические показатели, так и за сильную приверженность населения демократическим нормам. На 1964 г. из 2 560 000 населения страны 87,2 % жили в городах, а большинство — в Монтевидео.
Победа Кубинской революции в 1959 г. подтолкнула развитие и радикализацию левого движения, во многих странах появились партизанские очаги сельской герильи, а в некоторых, как, например, в Венесуэле (позднее подобные операции стали проводиться также в Гватемале и Бразилии), они дополнялись деятельностью «специальных тактических подразделений» в городах.

## Радикализация молодёжи в Уругвае
В 1958 г., в ответ на попытки правительства ввести новое законодательство относительно университетского самоуправления, возникает студенческое сопротивление, одними из участников которого становятся Элеутерио Фернандес Уидобро и Эдуардо Бономи. Параллельно этому процессу многие активисты левых организаций, среди них и член Социалистической партии Уругвая Рауль Сендик, отправляются в провинцию. Там Рауль Сендик становится одним из организаторов профсоюза работников сахарных плантаций, которому противостоит не только полиция, но и официальный профсоюз, созданный латифундистами и поддерживаемый ЦРУ.
В 1962 г. в столкновениях между этими двумя сторонами гибнет человек, что вызывает общественное недовольство и, в июне того же года, происходит 500-километровый марш протеста из провинции в столицу с требованиями, до сих пор игнорируемыми землевладельцами, улучшить условия труда на плантациях и национализировать 30000 гектаров земли, не использующейся её владельцами. Однако, несмотря на повторы этих маршей, правительство страны игнорирует требования крестьян.

## Появление Тупамарос
31 июля 1963 г. пять человек, среди них и Рауль Сендик, грабят оружейный магазин в небольшом провинциальном городе. Эта группа состояла из членов СПУ, маоистов и анархистов, тяготевших к марксизму. Анализируя социально-экономическую ситуацию в стране, группа пришла к выводу о том, что в Уругвае назревает серьёзный политический и экономический кризис с вероятной попыткой разрешить его насильственным путём. Для того, чтобы быть готовыми к такому повороту событий, первоначальным планом организации стояли самовооружение, самофинансирование и подготовка к вооружённой борьбе, но не её ведение. Тем не менее, после вышеупомянутой акции руководство организации вынуждено было уйти в подполье.

## История
Движение финансировало себя посредством выкупа захваченных ими чиновников, финансистов и промышленников, экспроприаций банков и взимания «революционного налога» с представителей состоятельных слоев общества. В 1968—1972 году тупамарос совершили ряд громких акций «прямого действия». Так, 30 июля 1970 года тупамарос похитили и казнили главу отделения Службы общественной безопасности Дэна Митрионе. 14 апреля 1972 года в результате атаки тупамарос были убиты крайне правый политик, заместитель министра внутренних дел Армандо Акоста-и-Лара и трое офицеров полиции и спецслужб. Был проведён ещё ряд атак, погибли несколько солдат и крупных функционеров полиции. В то же время, с декабря 1971 года репутация тупамарос была сильно подорвана убийством сельскохозяйственного рабочего Паскасио Баэса — не имея никакого отношения к политической борьбе, он случайно обнаружил партизанский бункер и был устранён как нежелательный свидетель.
Правительство резко ужесточило полицейские меры против тупамарос. Для внеправовой борьбы с ними были созданы ультраправые эскадроны смерти — террористическая организация Националистическая вооружённая оборона  во главе с Мигелем Софией Абелейрой. В результате полицейских и «эскадронных» операций, а с 1973 года — военной диктатуры тупамарос подверглись жесткой расправе, пострадало множество и совершенно посторонних граждан, количество пострадавших от пыток на душу населения в Уругвае было самым высоким из всех стран Латинской Америки. В августе 1973 г. тупамарос, совместно с РАН, АНО и МИР организовали Хунту революционной координации. Последняя вооружённая акция была проведена в октябре того же года.
После восстановления демократии в стране, в декабре 1985 года, на IV Национальном съезде «тупамарос» сообщили, что организация отказывается от продолжения вооруженной борьбы и станет действовать политическими средствами.
В дальнейшем, движение тупамарос было реорганизовано в политическое «Движение народного участия», которое входит в правящую левую коалицию «Широкий фронт».